# Слабкий гіперзаряд
Слабкий гіперзаряд — квантове число; подвоєна різниця між електричним зарядом і слабким ізоспіном частинки. Він генерує центр електрослабкої калібрувальної групи.
У співвідношенні, яке фактично є аналогом формули Гелл-Мана — Нісідзіми для електрослабкої взаємодії, маємо
{\displaystyle \qquad Q=T_{z}+{Y_{W} \over 2}}
де {\displaystyle Q} — електричний заряд (в одиницях елементарного заряду), {\displaystyle T_{z}} — третя компонента слабкого ізоспіну, а {\displaystyle Y_{W}} — слабкий гіперзаряд. Звідси можна визначити слабкий гіперзаряд через електричний заряд та слабкий ізоспін частинки:
{\displaystyle \qquad Y_{W}=2(Q-T_{z})}
З урахуванням того, що слабкий ізоспін дорівнює 1/2 для всіх лівих ферміонів, тобто ферміонів із від'ємною хіральністю, і 0 для всіх правих ферміонів — ферміонів з додатною хіральністю, всі дублети слабкого ізоспіну матимуть середній заряд
{\displaystyle \qquad {\bar {Q}}={Y_{W} \over 2},}
де
- {\displaystyle Y=-1} для лівих лептонів ({\displaystyle +1} для антилептонів)
- {\displaystyle Y=+1/3} для лівих кварків ({\displaystyle -1/3} для антикварків)